# Abbeville (Louisiana)
Abbeville ist eine Stadt in Vermilion Parish im US-Bundesstaat Louisiana und zugleich dessen Verwaltungssitz. Zum United States Census 2020 hatte Abbeville 11.186 Einwohner.

## Geographie
Abbeville liegt am Vermilion River im Süden von Louisiana, ungefähr 30 Kilometer südlich von Lafayette. New Orleans befindet sich rund 240 Kilometer östlich von Abbeville.

## Geschichte
Das Land, auf dem sich Abbeville heute befindet, wurde am 25. Juli 1843 vom Kapuzinermissionar Antoine Désiré Mégret für 900 US-Dollar gekauft. Abbeville ist nach der Heimat von Mégret in Frankreich, der französischen Stadt Abbeville, benannt. Zuvor trug der Ort den Namen La Chapelle.
Die ersten Einwohner waren Akadier aus Neuschottland und Einwanderer aus dem Mittelmeerraum. 1910 wurde an der Stelle der 1854 abgebrannten Mègret-Kapelle die Kirche St. Marie Madeleine erbaut.
1890 lebten 637 Menschen in Abbeville; bis 1970 wuchs die Bevölkerungszahl auf 1.940 Einwohner an. Im Jahr 1940 war Abbeville die Heimat von 6.672 Bewohnern. 1990 lebten 11.187 Menschen in Abbeville. Zum Zensus 2010 betrug die offizielle Einwohnerzahl 12.257. 1988 wurde der Film Der Blob in der Kleinstadt gedreht.

## Infrastruktur
Die nächstgelegene Autobahn ist die Interstate 10.
Der nächste Flughafen ist der Baton Rouge Metropolitan Airport bei Baton Rouge, der nächste größere Flughafen ist der Louis Armstrong New Orleans International Airport.

## Söhne und Töchter
- Bobby Charles (1938–2010), Komponist und Sänger
- George Petty (1894–1975), Fotograf